# بيتر شولتز
بيتر شولتز (بالإنجليزية: Peter C. Schultz)‏ (و. 1942 – م) هو مهندس من الولايات المتحدة الأمريكية . وهو عضواً في الأكاديمية الوطنية للهندسة .

## جوائز
حصل على جوائز منها:
- قلادة العلوم الوطنية الأمريكية في مجال التكنولوجيا والإبتكار.